# Saint-Vidal
Saint-Vidal – miejscowość i gmina we Francji, w regionie Owernia-Rodan-Alpy, w departamencie Górna Loara. Nazwa miejscowości pochodzi od imienia św. Witalisa.
Według danych na rok 1990 gminę zamieszkiwało 319 osób, a gęstość zaludnienia wynosiła 41 osób/km² (wśród 1310 gmin Owernii Saint-Vidal plasuje się na 537. miejscu pod względem liczby ludności, natomiast pod względem powierzchni na miejscu 901.).